# Dimitri Peters
Dimitri Peters (* 4. Mai 1984 in Gljaden, Region Krasnojarsk, Russische SFSR, UdSSR) ist ein deutscher Judoka, der in der Gewichtsklasse bis 100 kg antritt. Er trägt den 2. Dan.

## Biografie
Dimitri Peters wurde in Sibirien in der Sowjetunion geboren und kam 1992 nach Deutschland. Er begann im Alter von 11 Jahren in Rotenburg mit dem Judo. Seit 2002 trainierte er in Hannover, wo er auch eine Berufsausbildung zum Industriemechaniker machte. Seit Herbst 2006 ist Dimitri Peters in der Sportfördergruppe der Bundeswehr. 2005 holte er den Titel bei den U-23-Europameisterschaften, ein Jahr später gewann er bei den Europameisterschaften 2006 in Tampere die Bronzemedaille. Bei den Europameisterschaften 2011 in Istanbul gewann Peters mit der Mannschaft eine weitere Bronzemedaille. Bei den Olympischen Spielen 2012 in London gewann Peters die Bronzemedaille. Peters wurde 2012 und 2013 zu Niedersachsens Sportler des Jahres gewählt.

## Erfolge
- 3. Platz Weltmeisterschaften 2015 in Astana
- 3. Platz Weltmeisterschaften 2013 in Rio de Janeiro
- Bronzemedaille Olympischen Spiele 2012 in London
- 3. Platz (Team) Europameisterschaften 2011 in Istanbul
- 3. Platz Europameisterschaften 2006 in Tampere
- Europameister 2005 der U23